# Frederikshøj Kro
 For alternative betydninger, se Frederikshøj Kro (flertydig). (Se også artikler, som begynder med Frederikshøj Kro)
Frederikshøj Kro, også kaldt Den gamle Grænsekro eller Grænsekroen, er en kro 2 km syd for Taps og 3 km nord for Christiansfeld.

## Historie
Kroen hører til Taps Sogn og ligger 150 meter nord for grænsen til Tyrstrup Sogn. Sognegrænsen her kom efter Danmarks nederlag i krigen i 1864 til at danne grænse mod Tyskland. Ved kroen var der lægebolig, dyrlægebolig og grænsestation.
Efter Genforeningen besteg Kong Christian 10. 10. juli 1920 sin hvide hest 800 m nord for kroen for at ride ind i Sønderjylland. Der rejstes 23. oktober 1921 en mindesten på stedet med inskriptionen:
```
        
Minde om:

       
Kong Chr. X

her besteg den hvide Hest

    
Genforeningsdagen

    
den 10. Juli 1920
```

Efter 1000 meters ridt forbi Grænsekroen og over den gamle grænse mødte kongen sønderjyderne. Her rejstes endnu en mindesten.
På selve den gamle grænse indviedes 13. juni 2021 en bronzeskulptur.

## Genforenings- og Grænsemuseet
På den modsatte side af vejen er Genforenings- og Grænsemuseet oprettet i et nedlagt husmandssted. Museet blev indviet 10. juli 1995 med deltagelse af kongehuset.